# صالح الدين شاه سلطان فيرق
السلطان صالح الدين، أو اسمه الحقيقي راجا كوبات، هو سلطان فيرق التاسع. نجل السلطان محمود شاه، حكم من 1630 حتى 1636. خلال فترة حكمه، كانت ولاية فيرق تعاني من الأوبئة لسنوات. فهرب إلى آتشيه. أثناء وجوده في آتشيه، تعرض للإصابة بالمرض. توفي في 1636. 
| سبقه السلطان محمود شاه | سلطان فيرق 1630-1636 | تبعه مظفر شاه الثاني |